# Мадяр (крос домашніх курей)
Мадяр (англ. Rhode Island Red) — крос домашніх курей м'ясо-яєчного напрямку продуктивності.

## Історія
Крос виведений угорськими селекціонерами.

## Продуктивність
Маса півнів — 2,5-3 кг, курей — 2-2, 5 кг.
Вага яєць — 55 г.
Яйценоскість -150-200 яєць.
Нестись починають в 4-5 місяців.

## Екстер'єр
Оперення коричневе і дуже густе, що дозволяє переносити складні погодні умови. У півнів хвіст невеликий але пишний, з закругленими косицями.
Голова невелика, шкіра лиця, гребінь і сережки яскраво червоні.
Гребінь великий, листовидний як у півнів так і у курей.

## Особливості кросу
У курей дуже гарно збережений батьківський інстинкт.